# 1843 en science-fiction
| Années de la science-fiction : 1840 - 1841 - 1842 - 1843 - 1844 - 1845 - 1846    |
| Décennies de la science-fiction : 1810 - 1820 - 1830 - 1840 - 1850 - 1860 - 1870 |

L'année 1843 a connu, en matière de science-fiction, les faits suivants :

## Naissances et décès

### Naissances
- 9 juin : Bertha von Suttner, pacifiste et écrivaine autrichienne[1],[2], morte en 1914.